# Carlos Vinícius
Carlos Vinícius Alves Morais (Bom Jesus das Selvas, 25 maart 1995) – alias Vinícius – is een Braziliaans voetballer die doorgaans als aanvaller speelt.

## Clubcarrière
Vinícius speelde in Brazilië voor Caldense en Grêmio Anápolis. In 2017 trok hij naar Real Sport, waar hij negentien doelpunten maakte in zevenendertig competitieduels. In 2018 werd de aanvaller voor een bedrag van vier miljoen euro verkocht aan Napoli. Hij werd meteen verhuurd aan Rio Ave, waarvoor hij in zes maanden veertien doelpunten maakte in 22 wedstrijden. In de winter werd hij opnieuw verhuurd, ditmaal aan AS Monaco. Daar ging het scoren hem minder goed af. In zestien wedstrijden scoorde hij tweemaal.

### Benfica
In de zomer van 2019 vertrok hij naar Benfica, dat 17 miljoen euro voor hem neerlegde bij Napoli. In zijn eerste seizoen werd hij topscorer van de competitie, met achttien doelpunten. In alle competities kwam Vinícius dat seizoen tot 24 goals.

### Tottenham Hotspur
In de zomer van 2020 werd hij verhuurd aan Tottenham Hotspur, waar hij de backup werd van Harry Kane. Hij mocht vooral in de Europa League en in de nationale bekercompetities opdraven. In totaal kwam hij tot tien doelpunten in 22 officiële wedstrijden voor de Londense club.

### PSV
Op 31 augustus 2021 werd hij voor twee seizoenen uitgeleend aan PSV, dat ook een optie tot koop heeft bedongen in het huurcontract.

## Clubstatistieken
| Seizoen | Club                | Competitie     | Competitie | Competitie | Beker | Beker | Internationaal | Internationaal | Totaal | Totaal |
| Seizoen | Club                | Competitie     | Wed.       | Dlp.       | Wed.  | Dlp.  | Wed.           | Dlp.           | Wed.   | Dlp.   |
| ------- | ------------------- | -------------- | ---------- | ---------- | ----- | ----- | -------------- | -------------- | ------ | ------ |
| 2017/18 | Real Sport Clube    | Segunda Liga   | 37         | 19         | 1     | 1     | —              | —              | 38     | 20     |
| 2018/19 | Napoli              | Serie A        | 0          | 0          | 0     | 0     | 0              | 0              | 0      | 0      |
| 2018/19 | → Rio Ave           | Primeira Liga  | 14         | 8          | 6     | 6     | 0              | 0              | 22     | 14     |
| 2018/19 | → AS Monaco         | Ligue 1        | 16         | 2          | 0     | 0     | 0              | 0              | 16     | 2      |
| 2019/20 | Benfica             | Primeira Liga  | 32         | 18         | 8     | 5     | 7              | 1              | 47     | 24     |
| 2020/21 | Benfica             | Primeira Liga  | 1          | 0          | 0     | 0     | 1              | 0              | 2      | 0      |
| 2020/21 | → Tottenham Hotspur | Premier League | 9          | 1          | 4     | 3     | 9              | 6              | 22     | 10     |
| 2021/22 | Benfica             | Primeira Liga  | 1          | 0          | 0     | 0     | 0              | 0              | 1      | 0      |
| 2021/22 | → PSV               | Eredivisie     | 23         | 6          | 3     | 0     | 10             | 1              | 35     | 7      |
| 2022/23 | → PSV               | Eredivisie     | 1          | 0          | 0     | 0     | 1              | 0              | 2      | 0      |
| 2022/23 | Fulham              | Premier League | 28         | 5          | 4     | 0     | —              | —              | 32     | 5      |
| 2023/24 | Fulham              | Premier League | 13         | 2          | 3     | 1     | —              | —              | 16     | 3      |
| 2023/24 | → Galatasaray       | Süper Lig      | 10         | 1          | 2     | 1     | 2              | 0              | 14     | 2      |
| Totaal  | Totaal              | Totaal         | 185        | 62         | 31    | 17    | 30             | 8              | 247    | 87     |

Bijgewerkt tot en met het seizoen 2023/24.